# آلات حفر دائرية
آلات الحفر الدائرية  هي أحدث تقنيات الحفر في العالم، وهي تناسب الحفر في معظم أنواع الصخور، والتي أصبح من المستحيل الاستغناء عنها بما توفره من إمكانيات وقدرات مذهلة. كما تتفادى أيضاً جميع عيوب تقنيات الحفر الأخرى.

## استخدامات المعدة
تستخدم آلات الحفر الدائرية لشق القنوات والأنفاق والحفر تحت الماء وحفر الخنادق الرأسية والأفقية وحفر غرف التفتيش وغرف تصريف مياه الأمطار (الدائرية والمربعة الشكل) وتسوية الأرض الصخرية والخرسانية وقطع رؤوس البايلات والحفر تحت الخدمات وتقاطعات الأنابيب والكابلات بكل أنواعها.
بعض استخدامات المعدة:
- المحاجر
- شق الخنادق Trenching
- شق الأنفاق
- أعمال حفر متعددة
- إزالة المنشآت القديمة أو أجزاء منها
- أعمال الطرق
- أعمال الأساسات للمباني وقطع رؤوس الخوازيق
- أعمال الثقب الرأسي لأساسات الخوازيق وعمليات شفط المياه الجوفية
- الحفر تحت الماء

## المزايا
1. الإنتاجية العالية: تفوق ضعف إنتاجية التقنية القديمة (الدقاق-الشاكوش) وذلك في الصخور الرسوبية الطبقية.
2. ناتج الحفر ناعم: مفتت إلى قطع صغيرة يصلح لإعادة استخدامه كدفان دون الحاجة لاستخدام الكسارات.
3. المرونة وسهولة التحكم: يمكنها الحفر في جميع الزوايا والاتجاهات والأعماق التي تستطيع ذراع الحفارة الوصول إليها.
4. الدقة الشديدة: تقوم بتنفيذ جميع عمليات الحفر بأبعاد على الطبيعة تطابق تماماً الأبعاد المطلوبة برسومات التصميم بدون أي حفر زائد نهائيأ حتى في الأعماق الكبيرة والقنوات الضيقة مهما كان عمق وضيق الحفر أو شكله أو أبعاده ،مما يوفر الكثير من الوقت والتكاليف.
5. التشطيب الفائق للسطح المقطوع: يكون السطح ناعماً ومستوياً بعد القطع (الحفر) بدون الحاجة إلى تنعيمه أو تسويته بالات أخرى.
6. الاهتزازات والتصادمات والضوضاء: منعدمة تقريباً ؛ مما يجعلها مؤهلة تماماً للحفر أسفل الخدمات وأنابيب الغاز وفي الأماكن الحساسة كأماكن الآثار وبجوار الأبنية والمناطق المأهولة بالسكان، كما يمكن استخدامها ليلاً لقلة الضوضاء. على عكس التقنية القديمة (الدقاق-الشاكوش)
7. العمل تحت الماء: وذلك حتى عمق يصل إلى ثلاثين متراً تحت سطح الماء وذلك بدون أي تركيبات إضافية أو تجهيزات خاصة.
8. عدم الاحتياج لأي أعمال صيانة يومية أو دورية: لا يوجد فتحات للتشحيم أو شحن نيتروجين حيث لا يوجد حاجة لها فهي لا تحتاج إلى تشحيم أو شحن أي من الغازات ولا تحتاج لأي صيانة بالموقع أو الجراج بل ويمكنها العمل بشكل متواصل طالما كانت الحفارة مستمرة بالعمل على خلاف التقنيات القديمة التي لا يمكنها العمل متواصل أكثر من ساعتين فقط على أفضل تقدير.
9. قوة الأداء في حفر الأنفاق: هي الحل الأمثل طالما تعذر استخدام التفجير.
10. الإنتاجية المرتفعة في المحاجر والمناجم: الحل المثالي للإنتاجية القصوى. ومن الجدير بالذكر أن المعدة أعطت إنتاجاً يفوق المتوقع بمناجم الملح بالمملكة العربية السعودية.
11. الاحتمالية والمقاومة: إن هذه المعدة صنعت بألمانيا ؛و بطبيعة الحال صُنعت طبقاً لمواصفات الجودة والمتانة الألمانية ،ومراعاة عامل الأمان الكبير في التصنيع ؛جعلت المعدة مقاومة لأصعب ظروف التشغيل وأخطاء المُشَغِّل، كما صُمم كل جزء بالمعدة لتحمل وزن الحفار بالكامل، كما أن السبائك المصنعة بالتقنيات الألمانية والتي صنع منها أجزاء المعدة لها قدرة فائقة على احتمال أصعب ظروف التشغيل. وكل تلك الاحتياطات جعلت توقف المعدة بسبب الأعطال أمراً غير وارد.
12. تغيير الأسنان: السن وهو الجزء القاطع أو سلاح القطع، وبفضل تقنيته الألمانية الجديدة التي إبتكرتها شركة إيركات بألمانيا Erkat GmbH والوحيدة عالمياً التي تنتجها ؛ جعلت طريقة تغييره على قدر من السهولة بحث يمكن للمشغل تغييره بعشر ثوان على أعلى تقدير بدون أي مجهود عضلي يذكر، مما يجعل إجمالي فاقد الوقت المستخدم في تغيير الأسنان يمكن إهماله. وسُجِّل هذا الابتكار باسم Quick snap، كما أن صناعة السن من سبائك خاصة جعلته مقاوم للتآكل وبالتالي أصبح تغييره على فترات بعيدة.
13. التوافق مع الحفارات: تتوافق جميع موديلات المعدة لدينا مع جميع أنواع الحفارات بالعالم ،لمختلف الشركات المنتجة لها وبجميع أوزانها ؛من وزن 1 طن إلى 150 طن.
14. إمكانية قطع الخرسانة ولخرسانة المسلحة:يمكنها قطع الخرسانة والخرسانة المسلحة بأسياخ الحديد حتى قطر30 مم.
15. قطع رؤس البايلات: ان الأداء المذهل في قطع الخرسانة دفع الشركة المنتجة لإنتاج موديلات صنعت خصيصا لقطع رؤوس البايلات الخرسانية والتي تقوم بنفس الوقت بجميع وظائف الموديلات الأخرى.
16. دقة التسوية: المعدة قادرة على قشط الأسفلت وتسوية مناسيب الخرسانة بدقة وسهولة وسرعة فائقة. كما حققت أيضاً إنتاج متميز ودقة عالية في تسوية الأراضي الصخرية لشق الطرق.
17. إن هذه التقنية الحديثة لمعدات الحفر الدائرية توفر المجهود والوقت والمال بانعدام الحفر الزائد وانعدام الصيانة الدورية أثناء التشغيل ومقاومة الأعطال وعدم احتياجها لاي تشحيم أو شحن أي نوع من الغازات، ناتج الحفر صغير وناعم يمكن إعادة استخدامه بالدفان أو بيعه بدون الحاجة إلى كسارات، السطح المقطوع يكون ناعماً ومستوياً، كما يمكنها إنجاز عمليات الحفر الصعبة كالحفر تحت الخدمات كانابيب الغاز وكابلات الكهرباء والتليفون وأنابيب النفط والماء والصرف الصحي كما يمكنها الحفر تحت سطح الماء حتى عمق 30 متر بدون أي تركيبات إضافية أو تجهيزات خاصة، الضوضاء والاهتزازات ضعيفة يمكن إهمالها مما يجعلها مناسبة للعمل ليلاً وفي الأماكن الحساسة.